# Nam vương Thế giới 2014
Nam vương Thế giới 2014 là cuộc thi Nam vương Thế giới lần thứ 8. Cuộc thi được tổ chức tại Trung tâm Hội nghị Quốc tế Riviera ở Torbay, Devon, Anh vào ngày 15 tháng 6 năm 2014. Francisco Javier Escobar Parra của Colombia trao vương miện cho người kế nhiệm là Nicklas Pedersen của Đan Mạch.

## Kết quả

### Thứ hạng
| Thứ hạng                | Thí sinh |
| ----------------------- | --- |
| Nam vương Thế giới 2014 | - Đan Mạch – Nicklas Pedersen |
| Á vương 1               | - Nigeria – Emmanuel Ikubese |
| Á vương 2               | - México – José Pablo Minor |
| Top 10                  | - Anh – Jordan Williams - Ấn Độ – Prateik Jain - Curaçao – Zuemerik Veeris - Hà Lan – Demian Overduijn - Moldova – Valeriu Gutu - Puerto Rico – Alberto Martinez - Ukraina – Bohdan Yusypchuk |

### Fast Track Events
| Giải thưởng              | Thí sinh                         |
| ------------------------ | -------------------------------- |
| Fashion & Style Winner   | - Nigeria – Emmanuel Ikubese     |
| Multimedia Winner        | - Netherlands – Demian Overduijn |
| Sports Winner            | - Denmark – Nicklas Pedersen     |
| Talent Winner            | - Curacao – Zuemerik Veeris      |
| Extreme Challenge Winner | - Moldova – Valeriu Gutu         |

### Talent
| Kết quả   | Thí sinh |
| --------- | --- |
| Quán quân | - Curaçao – Zuemerik Veeris |
| Top 4     | - Anh – Jordan Williams - Hà Lan – Demian Overduijn - Ukraina – Bohdan Yusypchuk |
| Top 13    | - Úc – Nick Kennett - Ghana – Nii Tackie Laryea - Ireland – Karl Bowe - México – José Pablo Minor - Nigeria – Emmanuel Ikubese - Bắc Ireland – Dwayne-Andrew Kerr - Perú – Diego Gutiérrez - Puerto Rico – Alberto Krezner - Swaziland – Bonelelwe Makhanya |
| Top 21    | - Argentina – José Santillán - Pháp – Thibault Marchand - Guadeloupe – Borys Marester - Ấn Độ – Prateik Jain - Nhật Bản – Tsuyoshi Akaboya - Moldova – Valeriu Gutu - Ba Lan – Michał Rostek - Nam Phi – Matthew Fincham                                    |
| Top 28    | - Áo – Philipp Knefz - Canada – Stewart Kwon Jin-seon - Colombia – Tomás Marín - Liban – Ayman Moussa - Paraguay – Joaquín Sandoval - Tây Ban Nha – José Ignacio (Nacho) Ros - Wales – Michael-Rae Formston                                                 |

### Multimedia Challenge
Những người chiến thắng Giải thưởng Multimedia được công bố trong lễ đăng quang.
| Kết quả   | Thí sinh                      |
| --------- | ----------------------------- |
| Quán quân | - Hà Lan – Demian Overduijn   |
| Á quân 1  | - Ấn Độ – Prateik Jain        |
| Á quân 2  | - Đan Mạch – Nicklas Pedersen |

### Extreme Challenge
Extreme Challenge được tổ chức vào ngày 3 tháng 6 tại Trung tâm huấn luyện biệt kích Thủy quân Lục chiến Hoàng gia ở Lympstone.
| Kết quả   | Thí sinh |
| --------- | --- |
| Quán quân | - Moldova – Valeriu Gutu |
| Á quân 1  | - Áo – Philipp Knefz |
| Á quân 2  | - Ukraina – Bohdan Yusypchuk |
| Top 10    | - Argentina – José Santillán - Đan Mạch – Nicklas Pedersen - Anh – Jordan Williams - Philippines – John Spainhour - Puerto Rico – Alberto Krezner - România – Bogdan Mierla - Venezuela – Jesús Sarmiento |
| Top 24    | - Úc – Nick Kennett - Canada – Stewart Kwon Jin-seon - Colombia – Tomás Marín - Ghana – Nii Tackie Laryea - Guadeloupe – Borys Marester - Ấn Độ – Prateik Jain - Ireland – Karl Bowe - Latvia – Ivans Jevstigņejevs - México – José Pablo Minor - Hà Lan – Demian Overduijn - Perú – Diego Gutiérrez - Ba Lan – Michał Rostek - Tây Ban Nha – José Ignacio Ros - Wales – Michael-Rae Formston |

### Sports
| Kết quả   | Thí sinh                                            |
| --------- | --------------------------------------------------- |
| Quán quân | - Đan Mạch – Nicklas Pedersen                       |
| Top 3     | - Bahamas – DeVaughn Gow - Pháp – Thibault Marchand |

| Sports Events        | Quán quân |
| -------------------- | --- |
| Sailing (Team)       | Blue Team - Bahamas – DeVaughn Gow - Anh – Jordan Williams - Pháp – Thibault Marchand - Guadeloupe – Borys Marester - Liban – Ayman Moussa - Malta – Björn Demicoli - Nigeria – Emmanuel Ikubese - Bắc Ireland – Dwayne-Andrew Kerr - Philippines – John Spainhour - Nam Phi – Matthew Fincham - Swaziland – Bonelelwe Makhanya - Wales – Michael-Rae Formston |
| Sailing (Individual) | - Bahamas – DeVaughn Gow |
| The Tyre Race        | Red Team - Áo – Philipp Knefz - Brasil – Reinaldo Dalcin - Đan Mạch – Nicklas Pedersen - România – Bogdan Mierla |
| The Shot Put         | - Bahamas – DeVaughn Gow (tied) - Ấn Độ – Prateik Jain (tied) |
| The Tug-O-War        | Yellow Team - Ấn Độ – Prateik Jain - Ireland – Karl Bowe - Ý – Adamo Pasqualon - Latvia – Ivans Jevstigņejevs - Moldova – Valeriu Gutu - Nga – Mails Makkarti - Sri Lanka – Angelo Barnes - Thổ Nhĩ Kỳ – Efekan Akal |
| Penalty Shootout     | - Perú – Diego Gutiérrez |

### Fashion & Style
Người chiến thắng trong cuộc thi Fashion & Style được công bố trong lễ đăng quang.
| Kết quả   | Thí sinh                     |
| --------- | ---------------------------- |
| Quán quân | - Nigeria – Emmanuel Ikubese |

## Các thí sinh
46 thí sinh dự thi.
| Quốc gia/vùng lãnh thổ | Thí sinh              | Tuổi | Chiều cao               | Quê quán                   | T.k.   |
| ---------------------- | --------------------- | ---- | ----------------------- | -------------------------- | ------ |
| Anh                    | Jordan Williams       | 26   | 1,85 m (6 ft 1 in)      | Hinckley                   | [ 4 ]  |
| Argentina              | José Santillán        | 25   | 1,83 m (6 ft 0 in)      | Córdoba                    | [ 5 ]  |
| Áo                     | Philipp Knefz         | 21   | 1,85 m (6 ft 1 in)      | Fohnsdorf                  | [ 6 ]  |
| Ấn Độ                  | Prateik Jain          | 25   | 1,91 m (6 ft 3 in)      | Bangalore                  | [ 7 ]  |
| Bahamas                | DeVaughn Gow          | 28   | 1,93 m (6 ft 4 in)      | Nassau                     | [ 8 ]  |
| Ba Lan                 | Michał Rostek         | 24   | 1,87 m (6 ft 1+1⁄2 in)  | Warsaw                     | [ 9 ]  |
| Bắc Ireland            | Dwayne-Andrew Kerr    | 21   | 1,83 m (6 ft 0 in)      | Craigavon                  | [ 10 ] |
| Bolivia                | Anyelo Roca           | 18   | 1,96 m (6 ft 5 in)      | Cochabamba                 | [ 11 ] |
| Brasil                 | Reinaldo Dalcin       | 28   | 1,80 m (5 ft 11 in)     | Canoas                     | [ 12 ] |
| Canada                 | Stewart Kwon Jin-seon | 26   | 1,80 m (5 ft 11 in)     | Vancouver                  | [ 13 ] |
| Colombia               | Tomás Marín           | 28   | 1,90 m (6 ft 3 in)      | Medellin                   | [ 14 ] |
| Curaçao                | Zuemerik Veeris       | 22   | 1,94 m (6 ft 4+1⁄2 in)  | Willemstad                 | [ 15 ] |
| Cộng hòa Dominica      | Braylin Núñez         | 22   | 1,88 m (6 ft 2 in)      | Santiago de los Caballeros | [ 16 ] |
| Đan Mạch               | Nicklas Pedersen      | 23   | 1,81 m (5 ft 11+1⁄2 in) | Copenhagen                 | [ 17 ] |
| Đức                    | Yasin Bozkurt         | 23   | 1,86 m (6 ft 1 in)      | Cologne                    | [ 18 ] |
| Ghana                  | Nii Tackie Laryea     | 23   | 1,77 m (5 ft 9+1⁄2 in)  | Accra                      | [ 19 ] |
| Guadeloupe             | Borys Marester        | 22   | 1,77 m (5 ft 9+1⁄2 in)  | Pointe-à-Pitre             | [ 20 ] |
| Hà Lan                 | Demian Overduijn      | 23   | 1,80 m (5 ft 11 in)     | Venlo                      | [ 21 ] |
| Hàn Quốc               | Lim Jae-yeon          | 20   | 1,88 m (6 ft 2 in)      | Seoul                      | [ 22 ] |
| Ireland                | Karl Bowe             | 25   | 1,91 m (6 ft 3 in)      | Dublin                     | [ 23 ] |
| Latvia                 | Ivans Jevstigņejevs   | 25   | 1,90 m (6 ft 3 in)      | Riga                       | [ 24 ] |
| Liban                  | Ayman Moussa          | 28   | 1,85 m (6 ft 1 in)      | Beirut                     | [ 25 ] |
| Malta                  | Björn Demicoli        | 22   | 1,85 m (6 ft 1 in)      | Pietà                      | [ 26 ] |
| México                 | José Pablo Minor      | 23   | 1,86 m (6 ft 1 in)      | Mexico City                | [ 27 ] |
| Moldova                | Valeriu Gutu          | 22   | 1,84 m (6 ft 1⁄2 in)    | Chișinău                   | [ 28 ] |
| Nam Phi                | Matthew Fincham       | 27   | 1,84 m (6 ft 1⁄2 in)    | Pretoria                   | [ 29 ] |
| Nga                    | Mails Makkarti        | 24   | 1,95 m (6 ft 5 in)      | Moscow                     | [ 30 ] |
| Nhật Bản               | Tsuyoshi Akaboya      | 21   | 1,89 m (6 ft 2+1⁄2 in)  | Tokyo                      | [ 31 ] |
| Nigeria                | Emmanuel Ikubese      | 25   | 1,88 m (6 ft 2 in)      | Lagos                      | [ 32 ] |
| Paraguay               | Joaquín Sandoval      | 20   | 1,93 m (6 ft 4 in)      | Luque                      | [ 33 ] |
| Perú                   | Diego Conroy          | 22   | 1,82 m (5 ft 11+1⁄2 in) | Lima                       | [ 34 ] |
| Pháp                   | Thibault Marchand     | 21   | 1,93 m (6 ft 4 in)      | Tracy-le-Mont              | [ 35 ] |
| Philippines            | John Spainhour        | 26   | 1,85 m (6 ft 1 in)      | Manila                     | [ 36 ] |
| Puerto Rico            | Alberto Kezner        | 19   | 1,85 m (6 ft 1 in)      | Bayamón                    | [ 37 ] |
| România                | Bogdan Mierla         | 22   | 1,86 m (6 ft 1 in)      | Suceava                    | [ 38 ] |
| Sri Lanka              | Angelo Barnes         | 25   | 1,80 m (5 ft 11 in)     | Batticaloa                 | [ 39 ] |
| Swaziland              | Bonelelwe Makhanya    | 21   | 1,80 m (5 ft 11 in)     | Mbabane                    | [ 40 ] |
| Tây Ban Nha            | José Ignacio Ros      | 27   | 1,84 m (6 ft 1⁄2 in)    | Madrid                     | [ 41 ] |
| Thổ Nhĩ Kỳ             | Efekan Akal           | 22   | 1,93 m (6 ft 4 in)      | Istanbul                   | [ 42 ] |
| Thụy Sĩ                | Bruno Viglezio        | 21   | 1,83 m (6 ft 0 in)      | Sorengo                    | [ 43 ] |
| Trung Quốc             | Tang Hongzhen         | 25   | 1,90 m (6 ft 3 in)      | Wuhan                      | [ 44 ] |
| Ukraina                | Bohdan Yusypchuk      | 25   | 1,84 m (6 ft 1⁄2 in)    | Kyiv                       | [ 45 ] |
| Úc                     | Nick Kennett          | 25   | 1,84 m (6 ft 1⁄2 in)    | Adelaide                   | [ 46 ] |
| Venezuela              | Jesús Sarmiento       | 25   | 1,93 m (6 ft 4 in)      | Barinas                    | [ 47 ] |
| Wales                  | Michael-Rae Formston  | 27   | 1,85 m (6 ft 1 in)      | Bristol                    | [ 48 ] |
| Ý                      | Adamo Pasqualon       | 21   | 1,96 m (6 ft 5 in)      | San Giorgio delle Pertiche | [ 49 ] |

### Dự thi cuộc thi sắc đẹp quốc tế khác
| Cuộc thi             | Năm  | Quốc gia/vùng lãnh thổ | Thí sinh                           | Thứ hạng  | T.k.   |
| -------------------- | ---- | ---------------------- | ---------------------------------- | --------- | ------ |
| Mister Supranational | 2025 | Curaçao                | Zuemerik Clementino Richard Veeris | Á vương 1 | [ 50 ] |